# Communauté de communes de la Ténarèze
La communauté de communes de la Ténarèze, dite Ténarèze Communauté, est une communauté de communes française, située dans le département du Gers. Sa dénomination reprend le nom du chemin de transhumance de la Ténarèze.

## Composition
La communauté de communes est composée des 26 communes suivantes :

| Nom                      | Code Insee | Gentilé        | Superficie (km2) | Population (dernière pop. légale) | Densité (hab./km2) |
| ------------------------ | ---------- | -------------- | ---------------- | --------------------------------- | ------------------ |
| Condom (siège)           | 32107      | Condomois      | 97,37            | 6 454 (2022)                      | 66                 |
| Beaucaire                | 32035      | Beaucairien    | 16,14            | 246 (2022)                        | 15                 |
| Beaumont                 | 32037      | Beaumontois    | 7,56             | 125 (2022)                        | 17                 |
| Béraut                   | 32044      | Bérautois      | 12,43            | 296 (2022)                        | 24                 |
| Blaziert                 | 32057      | Blaziértois    | 10,97            | 128 (2022)                        | 12                 |
| Cassaigne                | 32075      | Cassaignais    | 8,58             | 227 (2022)                        | 26                 |
| Castelnau-sur-l'Auvignon | 32080      | Castelnonois   | 10,22            | 147 (2022)                        | 14                 |
| Caussens                 | 32095      | Caussenssois   | 13,27            | 587 (2022)                        | 44                 |
| Cazeneuve                | 32100      | Cazeneuvois    | 8,31             | 170 (2022)                        | 20                 |
| Fourcès                  | 32133      | Fourcésiens    | 23,72            | 261 (2022)                        | 11                 |
| Gazaupouy                | 32143      | Gazaupouyais   | 20,94            | 245 (2022)                        | 12                 |
| Lagardère                | 32178      | Lagarderois    | 4,95             | 78 (2022)                         | 16                 |
| Lagraulet-du-Gers        | 32180      | Lagraulétois   | 27,22            | 559 (2022)                        | 21                 |
| Larressingle             | 32194      | Larressinglois | 8,55             | 213 (2022)                        | 25                 |
| Larroque-Saint-Sernin    | 32196      | Larroquois     | 17,96            | 161 (2022)                        | 9                  |
| Larroque-sur-l'Osse      | 32197      |                | 15,07            | 218 (2022)                        | 14                 |
| Lauraët                  | 32203      | Lauraëtois     | 12,71            | 247 (2022)                        | 19                 |
| Ligardes                 | 32212      | Ligardais      | 11,3             | 206 (2022)                        | 18                 |
| Maignaut-Tauzia          | 32224      | Maignautois    | 11,14            | 215 (2022)                        | 19                 |
| Mansencôme               | 32230      | Mansencômois   | 4,05             | 45 (2022)                         | 11                 |
| Montréal                 | 32290      | Montréalais    | 63,05            | 1 176 (2022)                      | 19                 |
| Mouchan                  | 32292      | Mouchanais     | 13,11            | 385 (2022)                        | 29                 |
| Roquepine                | 32350      | Roquepinois    | 3,77             | 36 (2022)                         | 9,5                |
| Saint-Orens-Pouy-Petit   | 32400      | Saint-Orinois  | 11,31            | 178 (2022)                        | 16                 |
| Saint-Puy                | 32404      | Saint-Pouyards | 36,88            | 587 (2022)                        | 16                 |
| Valence-sur-Baïse        | 32459      | Valenciens     | 27,6             | 1 137 (2022)                      | 41                 |

## Démographie
| 1968   | 1975   | 1982   | 1990   | 1999   | 2010   | 2015   | 2021   |
| ------ | ------ | ------ | ------ | ------ | ------ | ------ | ------ |
| 16 927 | 16 295 | 15 664 | 15 593 | 14 980 | 15 140 | 14 856 | 14 354 |

## Liste des Présidents successifs
| Période | Période  | Identité              | Étiquette | Qualité                             |
| ------- | -------- | --------------------- | --------- | ----------------------------------- |
| 1999    | 2008     | Gérard Dubrac         | UMP       | Député Maire de Condom              |
| 2008    | 2014     | Jean-Claude Peyrecave | PS        | Maire de Blaziert                   |
| 2014    | 2020     | Gérard Dubrac         | LR        | Conseiller régional Maire de Condom |
| 2020    | En cours | Maurice Boison        | SE-DVG    | Maire de Castelnau-sur-l'Auvignon   |

## Historique
Communauté de communes créée en 1999 avec 9 communes : Beaumont, Béraut, Blaziert, Cassaigne, Castelnau-sur-L’Auvignon, Caussens, Condom, Larressingle et Mouchan.